# Ricardo Saprissa
Ricardo Juan Antonio Saprissa Aymá (San Salvador, El Salvador, 24 de junio de 1901 - Alajuela, Costa Rica, 16 de agosto de 1990) fue un deportista y empresario salvadoreño naturalizado costarricense. En su juventud practicó varios deportes destacando como tenista, aunque también era aficionado al béisbol, al fútbol y al hockey sobre césped entre otros deporte. El fútbol fue el deporte que le dio más popularidad.
En 1924 como tenista formó parte de la delegación española que acudió a los Juegos Olímpicos de París. Está considerado como el primer centroamericano que ha participado en unos juegos olímpicos.
En fútbol jugó en las filas del Real Club Deportivo Español, de la Primera División de España y en Costa Rica fue uno de los principales promotores del surgimiento del Deportivo Saprissa, club de la Primera División de ese país.

## Primeros años
Nació en la ciudad de San Salvador, El Salvador, como el cuarto de ocho hijos del matrimonio de José Saprissa Llurá, empresario y cónsul honorario de El Salvador en Almería y Carmen Aymá Sagrera, ambos de origen catalán y de clase acomodada, lo que le permitió estudiar en Europa. A los tres años viajó con su madre a Barcelona, la ciudad natal de su familia. Allí permaneció hasta los diez años de edad estudiando en las Escuelas Pías de Sarriá. Debido a la muerte repentina de su padre retornó a la ciudad de San Salvador, donde tuvo sus primeros contactos con el deporte en el Campo Marte, principal sitio de recreo de la capital salvadoreña. Empezó a destacar en béisbol y se convirtió rápidamente en uno de los mejores tenistas de Centroamérica, ganando el campeonato centroamericano con 19 años frente a Guatemala en 1920. En fútbol integró equipos como el Club Marathón o el Olimpíc.  En 1921, estaba por formar parte de la selección salvadoreña de fútbol que participaría en una copa regional entre selecciones centroamericanas en Guatemala que conmemoraba los 100 años de Independencia; pero finalmente no pudo asistir dado que tras su graduación como ingeniero topógrafo en la Escuela Politécnica Militar retornó a Barcelona junto a su madre y dos hermanos.

## Trayectoria deportiva en España
Su intención era convalidar sus estudios y especializarse en ingeniería textil pero la Universidad de Barcelona no convalidó su título. Decidió entonces abrir una tienda de ropa en la avenida de Sarriá, un negocio particular que no le impediría seguir su pasión deportiva jugando a béisbol, tenis, hockey hierba, futbol, etc. 
En béisbol era cácher y se incorporó al América. 

### Tenista olímpico
En tenis se afilió a la Sociedad Sportiva Pompeya donde se convirtió en uno de los mejores jugadores destacando especialmente en la modalidad de dobles junto a Antonio Juanico, con quien fueron campeones de Cataluña y España en 1923 y 1924. En 1924 fue seleccionado para participar en los Juegos Olímpicos de París en la delegación española. Está considerado como el primer centroamericano en unos juegos olímpicos.
Saprissa formó pareja en dobles masculinos con Eduard Flaquer y en dobles mixtos con la tenista catalana Rosa Torras.  Con Flaquer superaron dos rondas, venciendo a los portugueses Casanovas y Castro-Pereira por w.o. y a los japoneses Fukuda y Honda por 6-2, 6-3 y 6-3, cayendo en 3ª ronda frente a los sudafricanos Condon y Richardson por 6-2, 6-3 y 6-1 y recibiendo duras críticas de la prensa española por ello.
En dobles mixtos junto a Rosa Torras (primera mujer española en unos Juegos junto a Lilí Álvarez) fueron derrotados en la primera ronda por los italianos Umberto de Morpungo y Giulia Ferelli por 6-3 y 10-8. También jugó en la selección española la Copa Davis contra Bélgica en Amberes. 
En hockey hierba, forma parte del Pompeya y posteriormente del RC de Polo de Barcelona, con quien ganó una Copa del Rey, anotando dos goles en la Final. En este deporte, también consiguió la internacionalidad absoluta con España.

### Futbolista del Real Club Deportivo Español
El fútbol fue el deporte que le dio más popularidad. Jugó para el equipo de la Escuela de Arquitectura, que a su vez era base formativa del Real Club Deportivo Español. Su talento le valió su inscripción al club catalán en 1922, y pronto fue parte de la alineación titular como defensor lateral derecho. Por su origen salvadoreño, se convirtió en el primer jugador extranjero en debutar en la liga española. Saprissa tuvo entre sus compañeros a Ricardo Zamora, Crisant Bosch y Pere Solé, entre otros; y llegó a realizar una gira por Sudamérica.
Para 1929, el Español ganó el campeonato de Cataluña y también participó en la Copa del Rey. En este torneo los periquitos dejaron atrás al Atlético de Madrid en cuartos de final, y al F. C. Barcelona en semifinales. El contrincante de la final (conocida como la "Final del Agua") era el Real Madrid, que fue derrotado por el Español con marcador de 2 a 1, y en la que Saprissa destacó por su labor defensiva. Además, participó un total de 13 de las 18 fechas en la primera temporada  de la Primera División de España. 
Para 1930, se desempeñó como capitán del equipo con la partida del "Divino" Zamora al Real Madrid. Se retiró en 1932, y su último juego fue ante el Athletic Club con victoria del Español por 1 a 0. Cabe destacar que durante sus diez años con el equipo catalán, Saprissa nunca cobró por sus servicios, y la única vez que pidió una remuneración a la dirigencia del Español fue por un corto período de tiempo cuando su negocio no marchaba bien. Por otra parte, a pesar de su posición en la defensa, tampoco fue expulsado de un partido.
Como jugador Saprissa era un férreo defensor, aunque fiel al juego limpio. Sin embargo, no rehuía a la brusquedad de ser necesario; para el caso, durante un juego disputado en noviembre de 1924 contra el F. C. Barcelona, fracturó el hueso maxilar al delantero Paulino Alcántara cuando este se dirigía al área del Español. Tal percance, lejos de perjudicarle, le mereció popularidad entre la hinchada. Su paso por el club sería reconocido con un juego de homenaje ante el Real Madrid el 8 de febrero de 1931; y el nombramiento como Presidente Honorario el año siguiente. Su trayectoria en el fútbol también incluyó la selección de Cataluña.

## Legado en Costa Rica
El llamado de su hermano Rogelio que se encontraba en San José, Costa Rica, para que le ayudase a la creación de un negocio textil, provocó la partida de Saprissa de España. En el país centroamericano no dejaría atrás su labor deportiva, pues representó a Costa Rica en los IV Juegos Centroamericanos y del Caribe en tenis, y también se desempeñó como director técnico de la selección de fútbol; cargo que repitió en los Juegos Panamericanos de 1951. También tuvo un breve paso como jugador en el club Orión.
Para 1935, un grupo de vecinos de San José decidió organizar un equipo de fútbol, y al momento de decidirse por el nombre surgió la idea de llamarlo Saprissa F.C., con el propósito de que don Ricardo lo patrocinase, algo que él asintió con gusto. Al principio era una escuela de fútbol que se encontraba asociada a las categorías inferiores del Orión F.C. Pero, en 1948, se estableció como el Deportivo Saprissa F.C. ya como un club independiente. Don Ricardo fungió en la presidencia de la entidad hasta 1981, y su labor también consistió en la búsqueda de nuevos talentos para el equipo josefino. El 12 de octubre de 1966 comenzó la construcción del estadio del Deportivo Saprissa, el cual ostenta su nombre, por lo que fue invitado a colocar la primera piedra. Otras organizaciones presididas por Saprissa fueron el mismo Orión, Asofútbol, y el Consejo de Deportes.
Por otro lado, durante su estadía en Costa Rica, Saprissa tuteló a niños sin recursos y costeó su formación educativa; así como facilitó a otros la obtención de empleo en sus empresas. Para el año 1969, fue honrado con el ingreso a la Galería del Deporte Costarricense.
Sus últimos años los pasó en el Hogar de Ancianos Santiago Crespo Calvo, en Alajuela, al que había ingresado por voluntad propia.